# Chaperiopsis cervicornis
Chaperiopsis cervicornis is een mosdiertjessoort uit de familie van de Chaperiidae. De wetenschappelijke naam van de soort is voor het eerst geldig gepubliceerd in 1854 door Busk.